# Прядеина
Прядеина — деревня в Свердловской области России, входит в Ирбитское муниципальное образование.

## Географическое положение
Деревня Прядеина муниципального образования «Ирбитское муниципальное образование» расположена в 32 километрах (по автотрассе в 37 километрах) к югу от города Ирбит, преимущественно на левом берегу реки Кирга (правый приток реки Ница), между устьями рек Голая и Чернушка. Местность — болотистая, неблагоприятная для здоровья. Почва преимущественно чернозёмная, отчасти суглинок.

## История деревни
Топоним Прядея означает пряха. В начале XX века главным занятием жителей было земледелье. На Ирбитской ярмарке продавались колеса для телег местного производства.

## Часовня
В 1900 году в деревне уже существовала каменная часовня.

## Школа
В 1900 году в деревне уже работало земское начальное народное училище.

## Население
| 2002 | 2010 | 2021 |
| ---- | ---- | ---- |
| 162  | ↘113 | ↘77  |